# Josiah Child

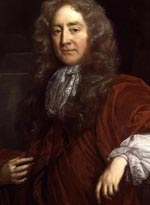
Sir Josiah Child

Josiah Child (Londres, 1630 - Essex, 22 de junio de 1699) fue un comerciante y economista inglés que hizo una gran fortuna como proveedor de la armada en Portsmouth, 1655 y se convirtió en un gran accionista de la Compañía de las Indias Orientales en la que se distinguió como director y director general entre 1674 y 1695.
Fue elegido miembro del parlamento por Petersfield en 1658, por Dartmouth en 1673 y por Ludlow en 1685. En 1678 fue nombrado baronet. En 1689 designado alguacil de Essex.
Se casó tres veces: en 1654 con Hannah Boate con la que tuvo tres hijos. En 1663 con Mary Atwood con la que tuvo tres hijos y en 1676 con Emma Barnard con la que tuvo un hijo. Falleció el 22 de junio de 1699 en Wanstead, Essex y está sepultado en la iglesia de la Santísima Virgen María en Wanstead

## Infancia y juventud
Nació en Londres en 1630. Fue el segundo hijo de Richard Child, comerciante londinense en Fleet Street y Elizabeth Roycroft de Weston Wick.
Desde pequeño se inició como aprendiz de comerciante en el negocio de su padre. Alrededor de 1655 abrió su propio negocio en Portsmouth como proveedor de la marina.

## Proveedor de la armada - Fortuna

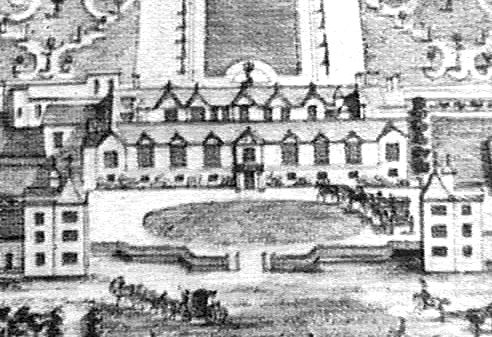
Hacienda Wanstead Abbey

Alrededor de 1655 se estableció en el puerto de Portsmouth, sede de la Armada Real, como proveedor de la armada. En diversos documentos de la época también figura como "tesorero adjunto de la flota" y "agente del tesorero de la armada".
En 1665, escribió un corto ensayo sobre comercio que después expandió agregándole un apéndice titulado "Un pequeño tratado contra la usura" que tuvo gran interés entre los economistas. En 1668 escribió: "Breves observaciones sobre el comercio y el interés del dinero" y entre 1668 y 1690 "Un nuevo discurso del comercio". Él atribuía la prosperidad neerlandesa en parte a su política de bajos intereses y en parte a su política comercial relativamente liberal y Child luchaba por políticas similares para los británicos. Deseaba el mercantilismo y defendía la reserva para la madre patria el derecho exclusivo de comerciar con sus colonias.
En Portsmouth permaneció muchos años llegando a ser alcalde de la ciudad. En 1673 compró la hacienda Wanstead Abbey en la que invirtió mucho dinero al plantarle nogales, construir piscinas con peces y senderos para recorrerla. En 1678 fue nombrado baronet. En 1683 poseía una fortuna estimada en unas £200.000

## En la Compañía de las Indias Orientales

### Administración
Fue director y luego director general de la Compañía de las Indias Orientales, empresa que dirigió como si fuera su negocio personal. Debido a su ambición y buen juicio la llevó a un período de grandeza. Trataba de imitar al "sabio holandés" como él los llamaba. Se esforzó sin descanso en extender el poder político de la Compañía en la India para lo cual contó con el inestimable apoyo de John Child, gobernador militar de los asentamientos de la Compañía en ultramar.
Cuando algunos comentaban que la actuación de la Compañía en la India era demasiado rigurosa y no muy escrupulosa y que se debería  actuar de acuerdo a las leyes, se dice que Josiah Child habría declarado: "las leyes en Inglaterra son un montón de tonterías, dictadas por unos ignorantes caballeros campesinos, que apenas saben cómo hacer leyes para dirigir sus propias familias y mucho menos para regular compañías o el comercio exterior".
Su gobierno despótico le hizo de muchos enemigos, que lo criticaron abiertamente acusándolo de la utilización de su posición en beneficio propio y de sus familiares y de eliminar la oposición a su política mediante el soborno. Por sus grandes regalos anuales en dinero a la monarquía pudo obtener lo que quería tanto en la corte como en el parlamento.

### La expansión y los intérloper
Después de la Restauración, la Compañía comenzó en convertirse en algo más que una asociación comercial. Carlos II le concedió cinco Cartas Reales importantes, la primera en 1661, que le daba amplios derechos soberanos. Nuevas y rentables fuentes de comercio se abrieron, en particular el comercio con China.
La decadencia del imperio mogol en la India necesitó de protección activa de los establecimientos de la compañía y, poco a poco, el principio original de comercio pacífico basado en alianzas locales sin responsabilidades territoriales tuvo que ser abandonado.
En 1680 las presidencias de Madrás, Bengala y Bombay habían sido ya establecidas. En 1684 se estimó necesario fortificar Bombay y con la fortificación llegó el comienzo de un nuevo sistema administrativo y fiscal. Desde la década de 1680 la historia de los establecimientos de la Compañía en la India se convirtieron en los de la India británica.
Child luchó contra las crecientes demandas de los comerciantes londinenses que deseaban una participación en el enorme beneficio del comercio indio. La revolución de 1688, sin embargo dejó a la Compañía vulnerable tanto a los Whigs, sus enemigos políticos, como a sus oponentes en la ciudad de Londres. En 1691, los rivales de la compañía habían formado una nueva sociedad y exigían una nueva Carta Real. La disputa entre las dos fracciones fue tanto dentro como fuera del Parlamento, hasta que en 1698 una Acta del Parlamento concedía el monopolio del comercio de la India a los que contribuyeran a un préstamo de L2.000.000 La compañía antigua mantuvo su supremacía contribuyendo con L315.000 y mantuvo su fortaleza y privilegios en la India, pero la nueva compañía ganó al poner un pie en el comercio indio. En 1702 se acordó que las empresas deberían ser gestionadas de forma conjunta durante siete años y por la sentencia Godolphin de 1708, las empresas se fusionaron en 1709 quedando como la Compañía Unificada de Comerciantes que Negocian con las Indias Orientales. La nueva Carta Real sólo se concedió por tres años, pero a cambio de préstamos se amplió en 1711 hasta 1733, en el año 1730 hasta 1769 y en 1744 hasta 1783.

### Guerra contra el imperio mogol
Child perdió la guerra contra el emperador mogol Aurangzeb que tuvo lugar entre 1688 y 1690. [10] Aurangzeb, sin embargo, no tomó ningún tipo de sanciones contra la Compañía, restauró sus privilegios comerciales y ordenó la retirada de sus tropas recibiendo a cambio una indemnización enorme, 150.000 rupias, por parte de la Compañía, la promesa de una mejor conducta en el futuro y el retiro de la India del Presidente de la Compañía, John Child.

## Familia

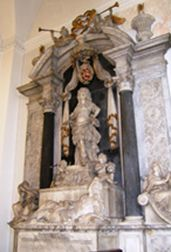
Tumba en la iglesia Santísima Virgen María. Wanstead

Se casó tres veces. Por primera vez en 1654 con Hannah Boate con quien tuvo tres hijos. En 1663 por segunda vez con Mary Atwood, con quien tuvo otros tres hijos y en 1676 por tercera vez con Emma Barnard con quien tuvo un hijo.
Child murió el 22 de junio de 1699, y fue enterrado en Wanstead, Essex.